# Los Ardillos
Los Ardillos es un grupo criminal con sede en zona de La Montaña, México, siendo responsable de diversos actos de violencia que se ha recrudecido en 2015. El grupo es conocido como uno de los principales generadores de violencia en dicha región, además de dirigir ataques directamente a comunidades indígenas y siendo estos muy sanguinarios, el grupo ha demostrado tener presencia en la región montaña extendiéndose cada vez más hacia el centro del estado.

## Historia
Se desconocen los detalles de la formación del grupo, solo conociéndose que fue fundado cerca del año 2000 por  Celso Ortega Rosas, "La Ardilla" (ex policía rural), y tres de sus siete hijos, acabando siendo un aliado del Cártel de los Beltrán Leyva. Con el pasar de los años los Ardillos empezaron a manejar varias rutas de tráfico de droga que iban desde la región de La Montaña hasta los estados colindantes, además de dedicarse a delitos como extorsión y secuestro.
En el 2008, Celso Ortega Rosas fue arrestado por secuestro el secuestro de una mujer y por el homicidio de dos agentes de la extinta Subprocuraduría de Investigación Especializada en Delincuencia Organizada (SEIDO), que realizaban investigaciones encubiertas en la zona centro de Guerrero. No obstante fue liberado en 2011. A pesar de ello Celso Ortega Rosas fue asesinado a tiros el 26 de enero del 2011, en la localidad de Tlanicuilulco, municipio de Quechultenango.
Desde mediados de 2014 empezó a recrudecer actos de violencia en veinticuatro comunidades de los municipios de Chilapa de Álvarez y José Joaquín Herrera, además de recrudecer su conflicto con el Cártel de los Rojos. Algunas organizaciones civiles como el Concejo Indígena y Popular de Guerrero-Emiliano Zapata (CIPOG-EZ) mencionan que el grupo esta detrás de varios ataques contra comunidades indígenas en la zona, que ha ocasionado un éxodo de indígenas en la región. A pesar del recrudecimiento del conflicto el ejército llegó a resguardar las escuelas del municipio de Chilapa, esto para evitar que los criminales. Aún con la presencia del ejército, algunos grupos de autodefensa como la Coordinadora Regional de Autoridades Comunitarias-Policía Comunitaria-Pueblos Fundadores (CRAC-PC/PF) o Concejo Indígena y Popular de Guerrero-Emiliano Zapata (CIPOG-EZ) mencionando que el conflicto con Los Ardillos siguió activo durante gran parte del 2020, recrudeciendo sus ataques con las comunidades indígenas, mencionando el silencio e inacción de la CNDH, así como las autoridades estatales y federales.
Según las autoridades estatales el municipio de Chilapa se convirtió en el municipio más violento durante el año 2018. Durante agosto de 2018, el Obispo de Chilapa Salvador Rangel Mendoza intento un acercamiento con ambos grupo criminales, con la esperanza de bajar las hostilidades de ambos lados.
Desde abril de 2021 el poblado de Ayahualtempa, niños de entre 6 y 12 años se integraron a la policía comunitaria de su municipio, esto por las constantes escaramuzas entre miembros de Los Ardillos y otras células delincuenciales y las fuerzas de autodefensas. Las imágenes de los menores armados causaron desconcierto en la opinión pública y una rápida negociación entre gobierno y autodefensa para el desarme de los menores.

## Ataques
- A partir del 2015 comenzaron a incursionar en la cabecera municipal de Tixtla, lo que se dice comúnmente como tomar la plaza. Y durante ese tiempo hubo asesinatos y levantamientos de varias personas. Así mismo, el 26 de noviembre de 2015 ellos pudieron estar involucrados en la emboscada a 4 integrantes de la Coordinadora Regional de Autoridades Comunitarias (CRAC-PC) de la Casa de Justicia "La patria es primero", del Fortín, Tixtla. [25][26]
- 28 de abril de 2018 es asesinado el mando policial del municipio de Chilapa Isidro Casarrubias Tlatempa y un oficial más, siendo abandonado sus cuerpos dentro de un vehículo.[27][28]

- 11 de enero de 2019 es asesinado Miguel Ángel Tenorio Hidalgo y una mujer, y otros tres civiles fueron heridos después de un ataque durante las celebraciones patronales del Santo Niño de Atocha.[29][30]

- 27 de enero de 2019 se reportó el enfrentamiento entre miembros del Sistema Comunitario de los Pueblos Originarios y los Ardillos en los límites del municipio de Chilapa con José Joaquín de Herrera dejó un saldo de doce muertos y dos heridos. Los autodefensas mencionaron que el grupo delincuencial (identificados primero como supuestos policías comunitarios del Movimiento por la Paz, grupo ligado a "Los Ardillos".) intento entrar al municipio, repeliendo el ataque y abatiendo a diez sicarios, mientras que los guardias comunitarios reportaron dos bajas de su parte.[31][9][32] Los policías comunitarios mencionaron que antes de este enfrentamiento se había reportado que Los Ardillos habían retenido a doce civiles de Rincón de Chautla.[33][34]

- 17 de enero de 2020 Tras pasar un retén ilegal, un grupo de músicos fueron emboscados por sicarios de Los Ardillos matando a los 10 integrantes de la caravana. Los músicos regresaban de una presentación en la localidad de Tlayelpan,[35][36] Después de la masacre, la Coordinadora Regional de Autoridades Comunitaria de los Pueblos Fundadores (CRAC-PF) le solicitó a las autoridades municipales, estatales y federales 29 demandas, entre las cuales está desmantelar a los grupos delictivos, instalar filtros militares y la detención de los responsables de la masacre, que les adjudican al grupo Los Ardillos, pues han atacado a la comunidad otras veces y han asesinado a 28 personas en un año.[37]

- Un día después de la emboscada fueron hallados los cuerpos de cuatro indígenas fueron encontrados en su propia camioneta en la carretera Chilapa-Tlapa. Las víctimas fueron halladas en su camioneta con huellas de tortura y un tiro a la cabeza.[38][39]

- Son emboscados miembros del Consejo Indígena y Popular de Guerrero-Emiliano Zapata (CIPOG-EZ), denunciaron una emboscada contra sus miembros el pasado 28 de septiembre en la carretera en la carretera que va de Ahuixtla a Papaxtla, en el municipio de Chilapa de Álvarez, dejando como saldo tres policías comunitarios lesionados.[40][41]